# Grewia piscatorum
Grewia piscatorum là một loài thực vật có hoa trong họ Cẩm quỳ. Loài này được Hance mô tả khoa học đầu tiên năm 1866.